# آرمن خاچاطریان (دولتمرد)
آرمن ادموندی خاچاطریان (ارمنی: Արմեն Էդմոնդի Խաչատրյան؛ زادهٔ ۴ دسامبر ۱۹۷۳) یک سیاستمدار اهل ارمنستان است که از تاریخ ۲۰۱۹ تا کنون سمت نمایندگی دوره‌های هفتم و هشتم مجلس ملی جمهوری ارمنستان را برعهده دارد.

## زندگی‌نامه
در ۴ دسامبر ۱۹۷۳ در گوریس به دنیا آمد